# Nikoła Nenow
Nikoła Nenow (bułg. Никола Ненов, ur. 28 sierpnia 1907 w Gabrowie, zm. 12 grudnia 1996) – bułgarski kolarz. Reprezentant Bułgarii na Letnich Igrzyskach Olimpijskich 1936 w Berlinie. Na igrzyskach uczestniczył w wyścigu indywidualnym ze startu wspólnego, którego nie ukończył.